# ゆ
ゆ、ユは、日本語の音節のひとつであり、仮名のひとつである。1モーラを形成する。五十音図において第8行第3段（や行う段）に位置する。

## 概要

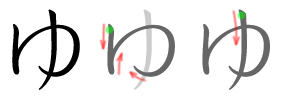
「ゆ」の筆順

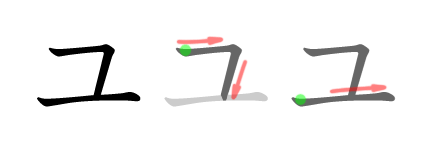
「ユ」の筆順

- 現代標準語の音韻: 1子音と1母音からなる音 /yu/。母音い/i/の口の構えから行われる半母音である有声子音/y/とうからなる音。子音は国際音声記号では硬口蓋接近音 [j]であり、[jɯ̹˕]と表記できる。
- 五十音順: 第37位。や行い段のいを数に加えると38位。
- いろは順: 第39位。「き」の次、「め」の前。
- 平仮名「ゆ」の字形: 「由」の草体
- 片仮名「ユ」の字形: 「弓」の上の部分（もしくは「由」の下の部分の変形）
- ローマ字: yu
- 点字:
- 通話表: 「弓矢のユ」
- モールス信号: －・・－－
- 手旗信号：9→1

- 発音: ゆ[ヘルプ/ファイル]

## ゆ に関わる諸事項
- い段の文字に後続して、開拗音を構成する。このとき、一般に「ゆ」は「ゅ」のように小さく書く。また、「テュ」「デュ」は、「て」、「で」の子音にそのまま「ゆ」の音を続けた音（/tju/、/dju/）を表す。
- 上の画像のように二画にデザインされた字体もあれば、｢｣のように一画目の末画と二画目を続けて書いて一画にデザインされた字体もある。
- 「ゆ」は「湯」を通じ、銭湯を意味する。銭湯の看板や入り口の暖簾に使用される。
- 「ゆ」は「や」と「よ」の間の文字であることから、与党に対して是々非々の立場で臨む政党が、「野（や）党」と「与（よ）党」の間を取って「ゆ党」と呼ばれることがある。

- 「ゆ」は画数自体は2画と少ないものの、序盤の約135°の急な折り返しや、大きなアーチ型を描くため、「あ」や「ま」と並んで、幼児の習得が難しいカナである。